# Église Sainte-Catherine de Rouffach
Pour les articles homonymes, voir Église Sainte-Catherine et Église des Récollets.
L'église Sainte-Catherine de Rouffach est un monument historique situé à Rouffach, dans le département français du Haut-Rhin. C'est l'église de l'ancien couvent des Récollets de Rouffach. Actuellement désaffectée, elle est fermée et non accessible au public.

## Localisation et classement
Ce bâtiment (XVIIe et XVIIIe siècles), puis tribunal (XIXe siècle) est situé rue des Récollets à Rouffach.
Il fait l'objet d'un classement au titre des monuments historiques depuis 1921.

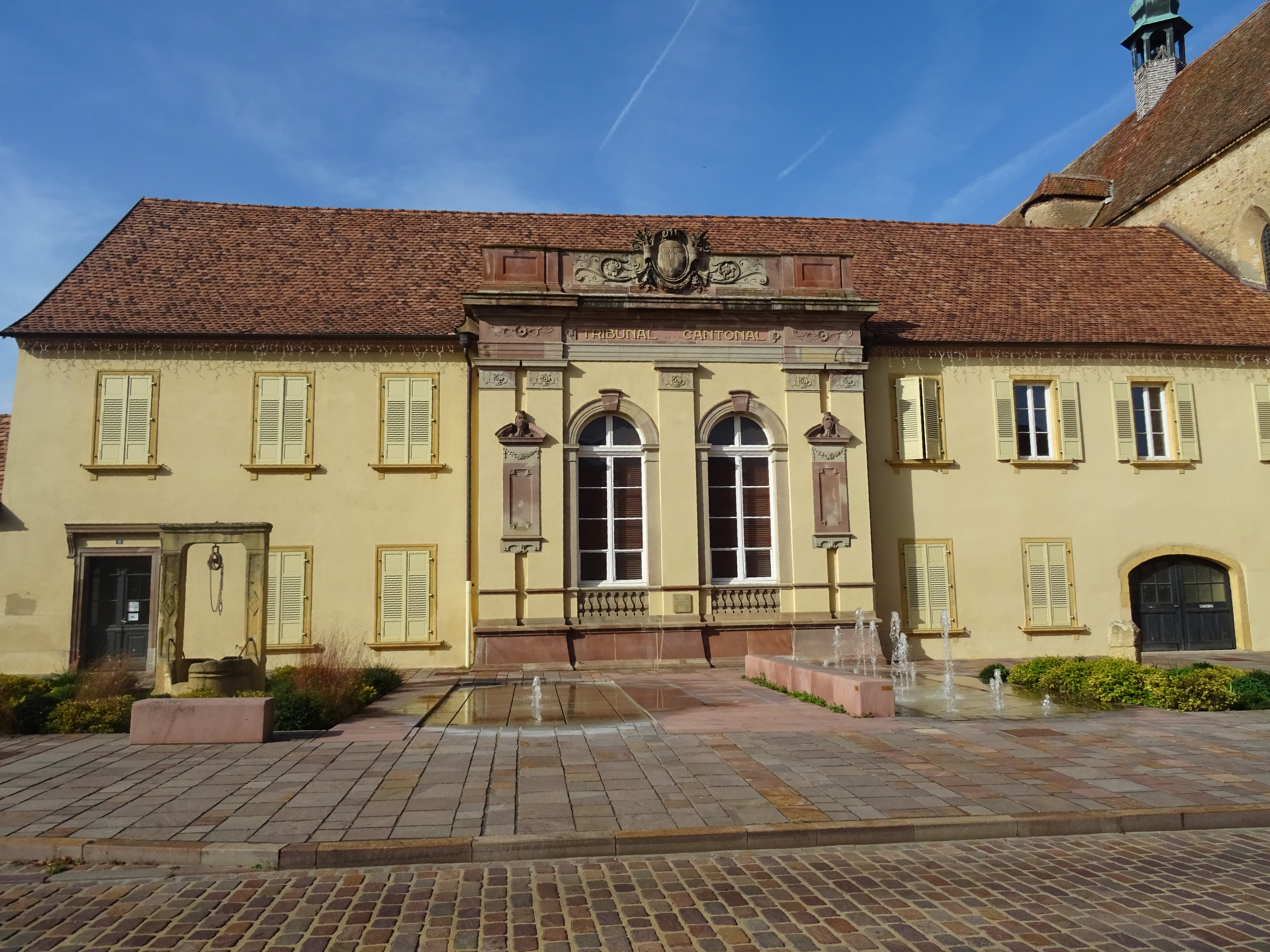
Ancien couvent des Récollets.
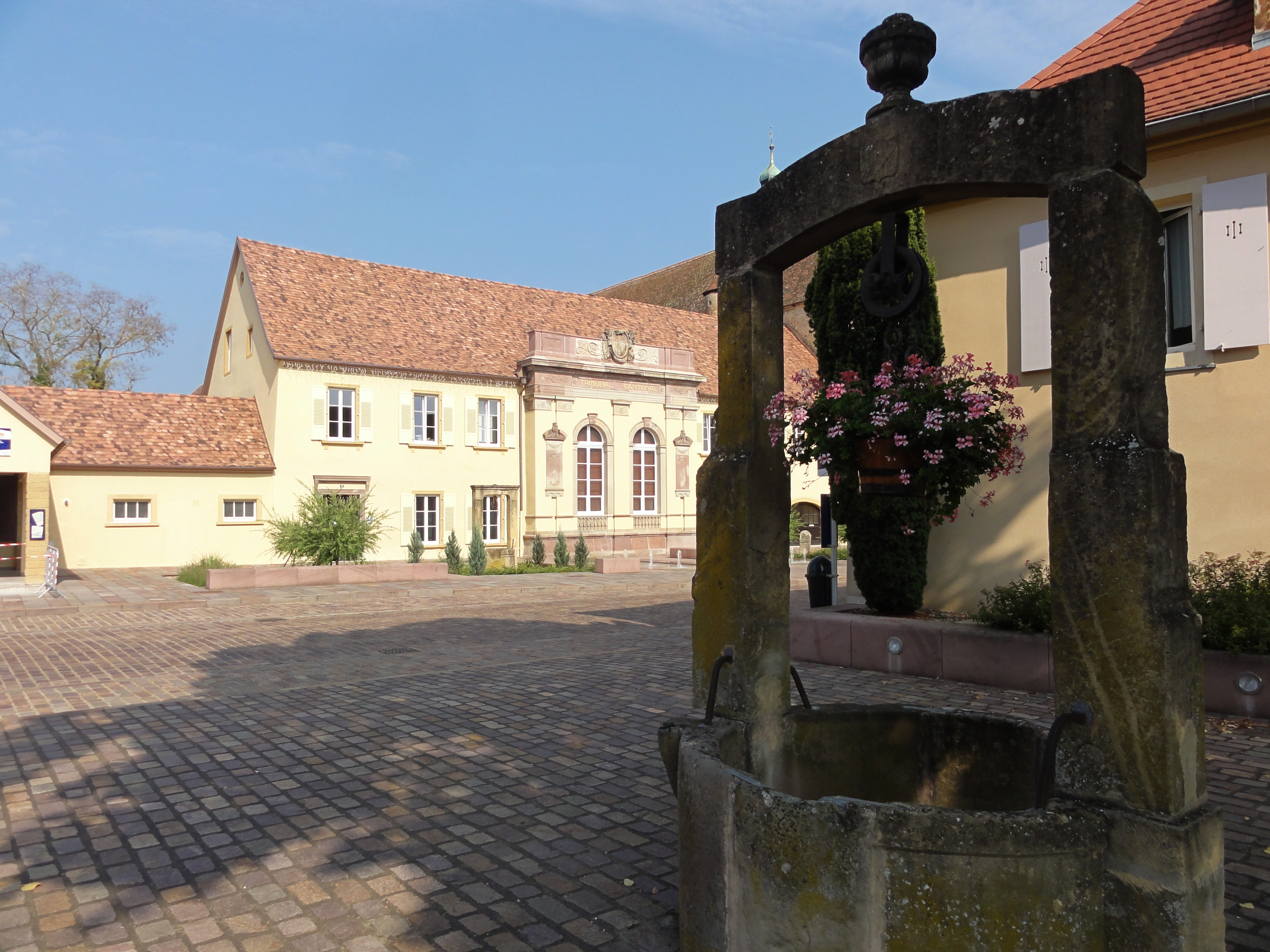
Ancien Couvent de franciscains.
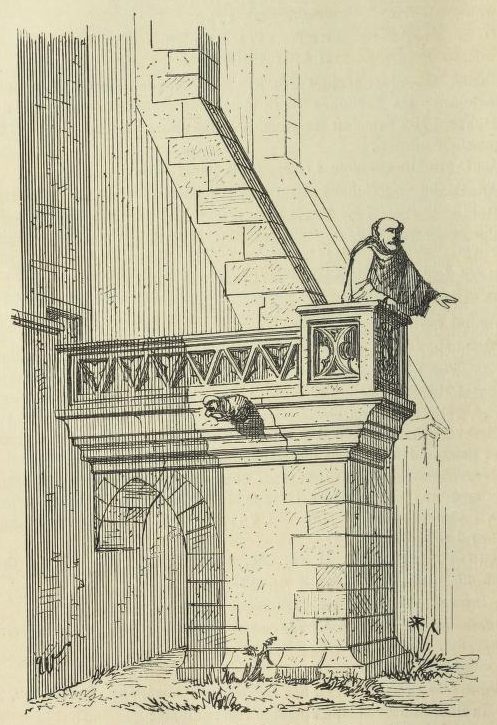
La chaire extérieure 1876.

Patrimoine mobilier :
- Cadran solaire[2],
- Autel, retable, tableau : le Martyre de sainte Catherine (maître-autel)[3],
- Retable, tableau : moine franciscain (saint François d'Assise)[4],
- Retable, tableau : saint François d'Assise[5].

## Historique
L'histoire de l'église Sainte-Catherine est liée à celle du couvent des Récollets. 